# إيمانويلا دي باولا
إيمانويلا دي باولا (بالبرتغالية: Emanuela de Paula‏)، عارضة أزياء برازيلية ولدت في يوم 25 أبريل 1989 في مدينة كابو دي سانتو أغوستينو في ولاية بيرنامبوكو في البرازيل، عملت كوجه إعلاني لشركة نيكست البريطانية وظهرت صورها في تقويم بيريلي في سنة 2009 لتخلف عارضة الأزياء النرويجية بيرنيل هولومبي وثم عملت مع الشركة السويدية جينا تريكو، تزوجت في 2012 من المصور غاستون ليفي.

## روابط خارجية
- إيمانويلا دي باولا على موقع IMDb (الإنجليزية)
- إيمانويلا دي باولا على موقع دليل عارضات الأزياء (الإنجليزية)